# 清洲城武将隊桜華組

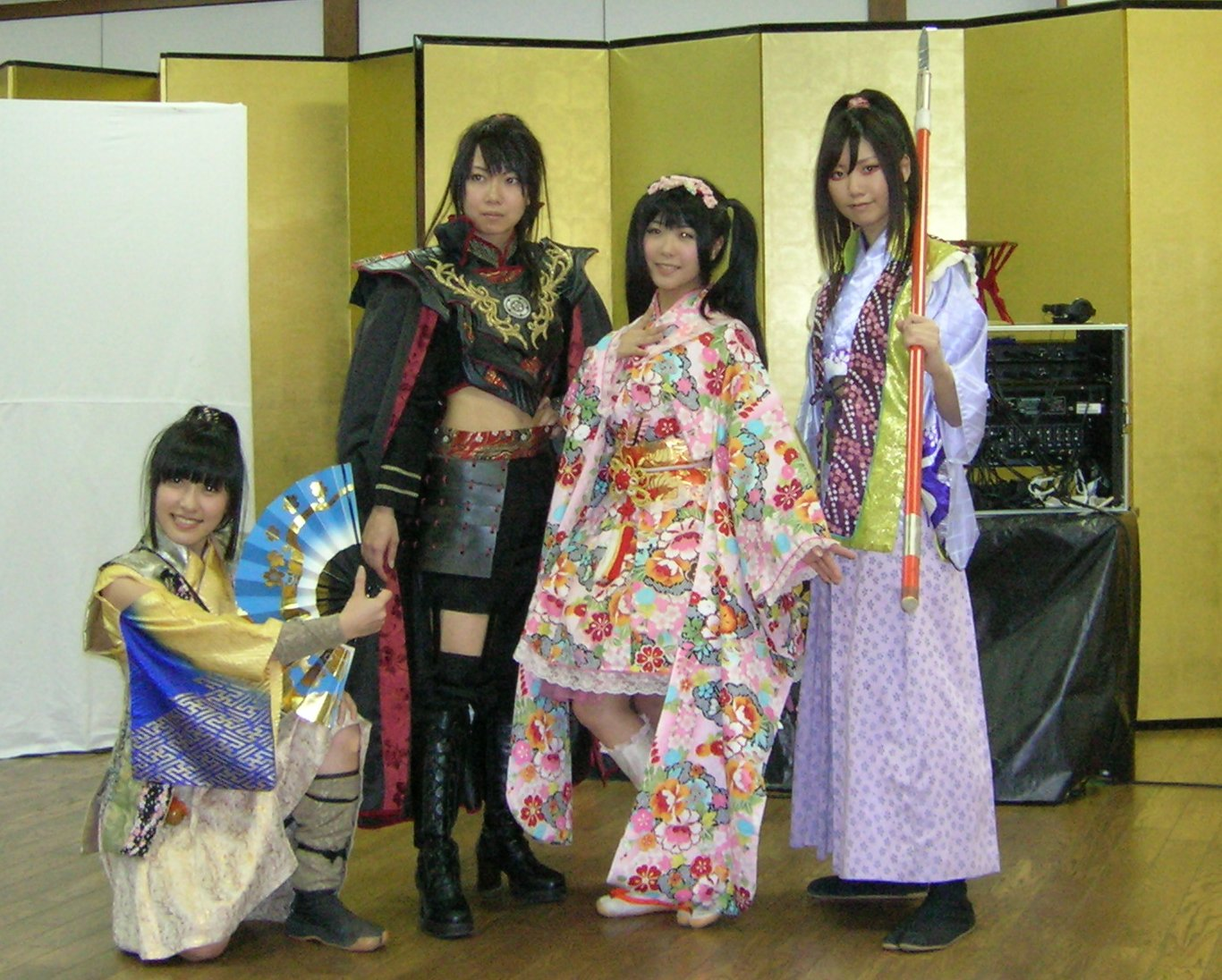
清洲城武将隊 桜華組

清洲城武将隊 桜華組（きよすじょうぶしょうたい おうかぐみ）は、愛知県清須市の観光PRのために結成された武将隊。

## 概要
市制7周年を迎えた2012年（平成24年）7月7日にお披露目、翌8日に公式活動を開始した。清洲城を活動拠点として、観光PRのために清須市や周辺自治体などでの各種イベント、県の広報活動への参加のほか、清洲城で雷武（らいぶ）と呼ぶ演舞を毎週行なっており、他の武将隊などを清洲城に迎えての『信長うつけ祭』と題したイベントも開催している。
地域振興のため、各地の歴史的建造物や場所に「おもてなし」を主眼とした武将隊が配置される例が多いが、本隊は更にご当地アイドルやご当地戦隊モノの要素も織り込んだものとなっている。また、他の武将隊では「よみがえり」を標榜することが多いが、武将の魂が女性に転生したという設定となっており、各人の名称の前に清洲転生の文字が入る。
雷武の終わりの締めの言葉は、信長による問いかけ（「又、清洲城に来てくれるか」）に対し、両手を挙げて「よきかな」と観客が返すのがお約束となっている。
2014年1月26日に清須市清洲市民センターでファイナルイベントが開催され、同月29日の清洲城雷武をもって活動を終えた。しかし清洲城でのイベントでたびたび復活して雷武を行ってきたが。同年10月14日の「清洲城信長まつり」で正式に解散した。

## メンバー
- 織田信長
- 濃姫
- 前田犬千代
- 木下藤吉郎

※2012年度は家老の「加藤」が隊を取り仕切った。同年8月から足軽役の「仁兵」が居たが年度末で降板。2013年度から家老の加藤が5人目の転生者に柴田勝家（通称・権六）となっている。

## 音楽・映像作品
- 桜花爛漫/桜梅桃季（2012年8月12日発売）
  - 桜花爛漫 / 作詞:KAROU、作曲:kazusanosuke
  - 桜梅桃李 / 作詞:KAROU、作曲:kazusanosuke

## インターネット放送
- 「歴史キッズバラエティ おらのぶさま すきす清須き」（TOMPA TV[8]）